# لوری هیل (مینیاپولیس)
لوری هیل (به انگلیسی: Lowry Hill) یک منطقهٔ مسکونی در ایالات متحده آمریکا است که در مینیاپولیس واقع شده‌است. لوری هیل ۳٬۷۶۰ نفر جمعیت دارد.